# Tom Lantos
Tom Lantos (Lantos Péter Tamás, Budapest, 1928. február 1. – Bethesda, 2008. február 11.) magyar zsidó származású amerikai demokrata párti politikus, 1981-től haláláig az amerikai képviselőház tagja, ahol Kalifornia 12. számú választókerületét képviselte, a ház egyedüli holokauszt-túlélőjeként. 2008. január 2-án bejelentette, hogy nyelőcsőrákja miatt az év végén visszavonul a politikától, azonban ezt nem érhette meg mivel február 11-én 80 évesen elhunyt.

## Élete

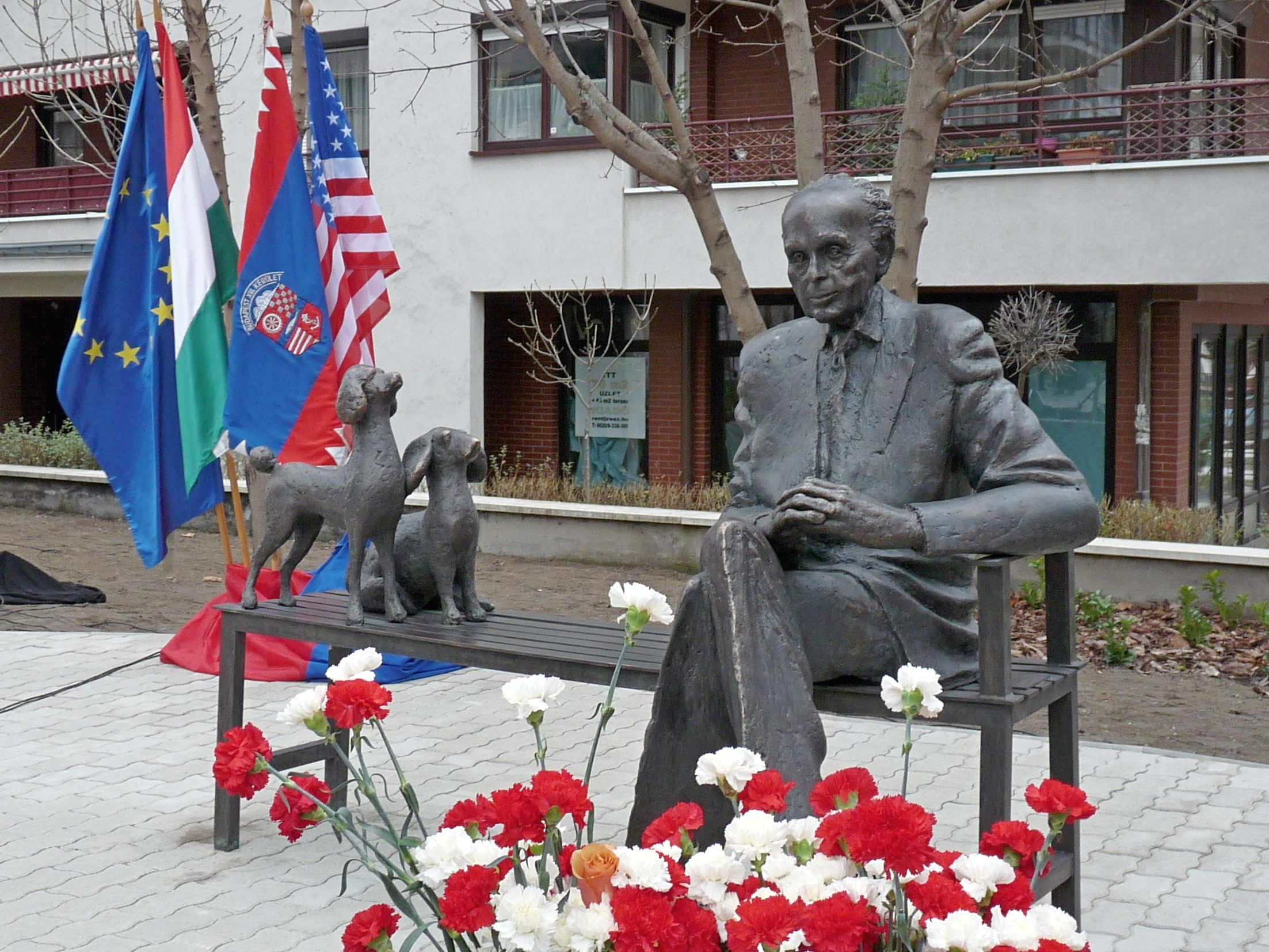
Tom Lantos szobra Budapest Vizafogó városrészében, a róla elnevezett sétányon

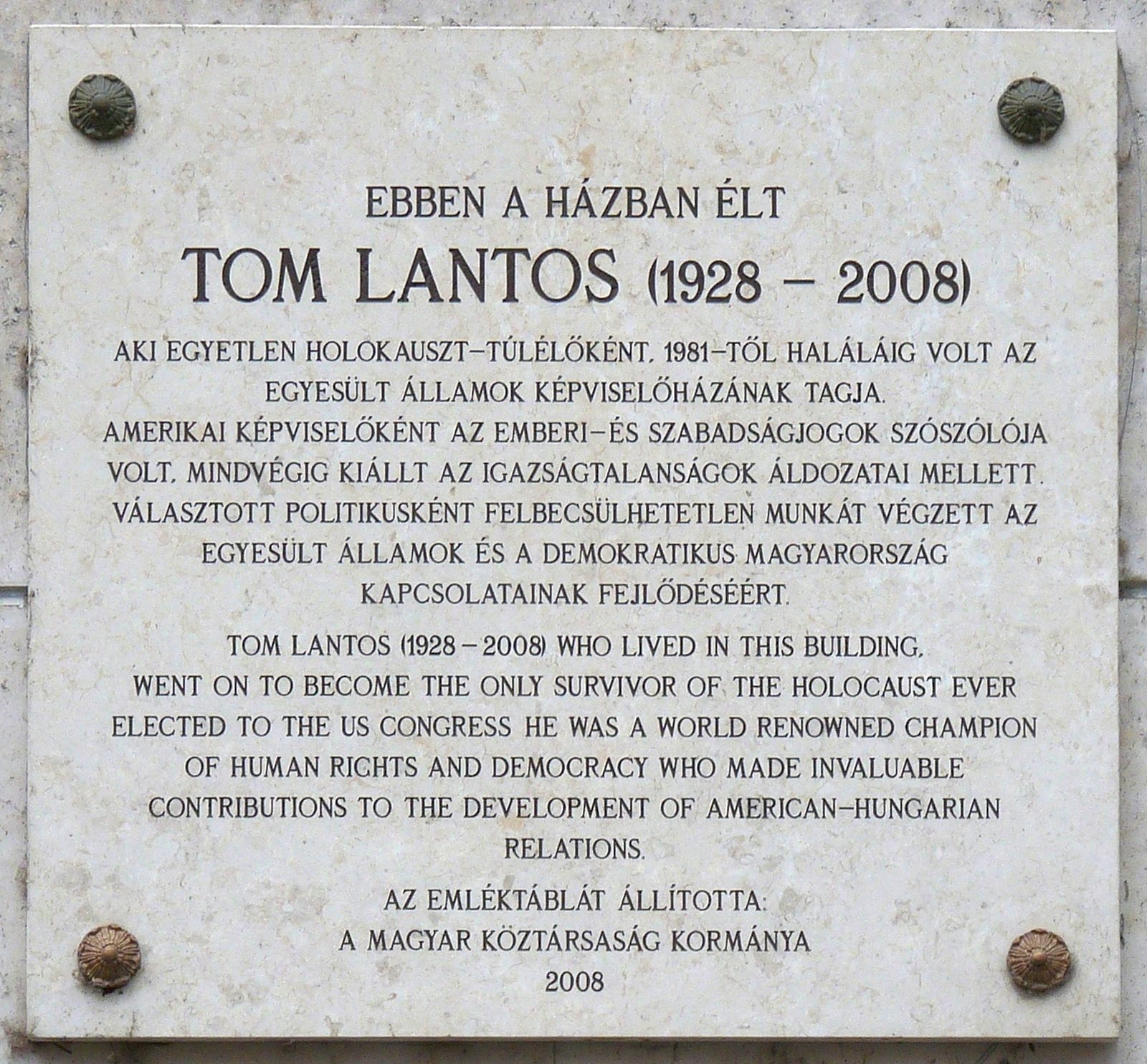
Tom Lantos emléktáblája egykori lakhelyén, a Szent István park 25. szám alatt

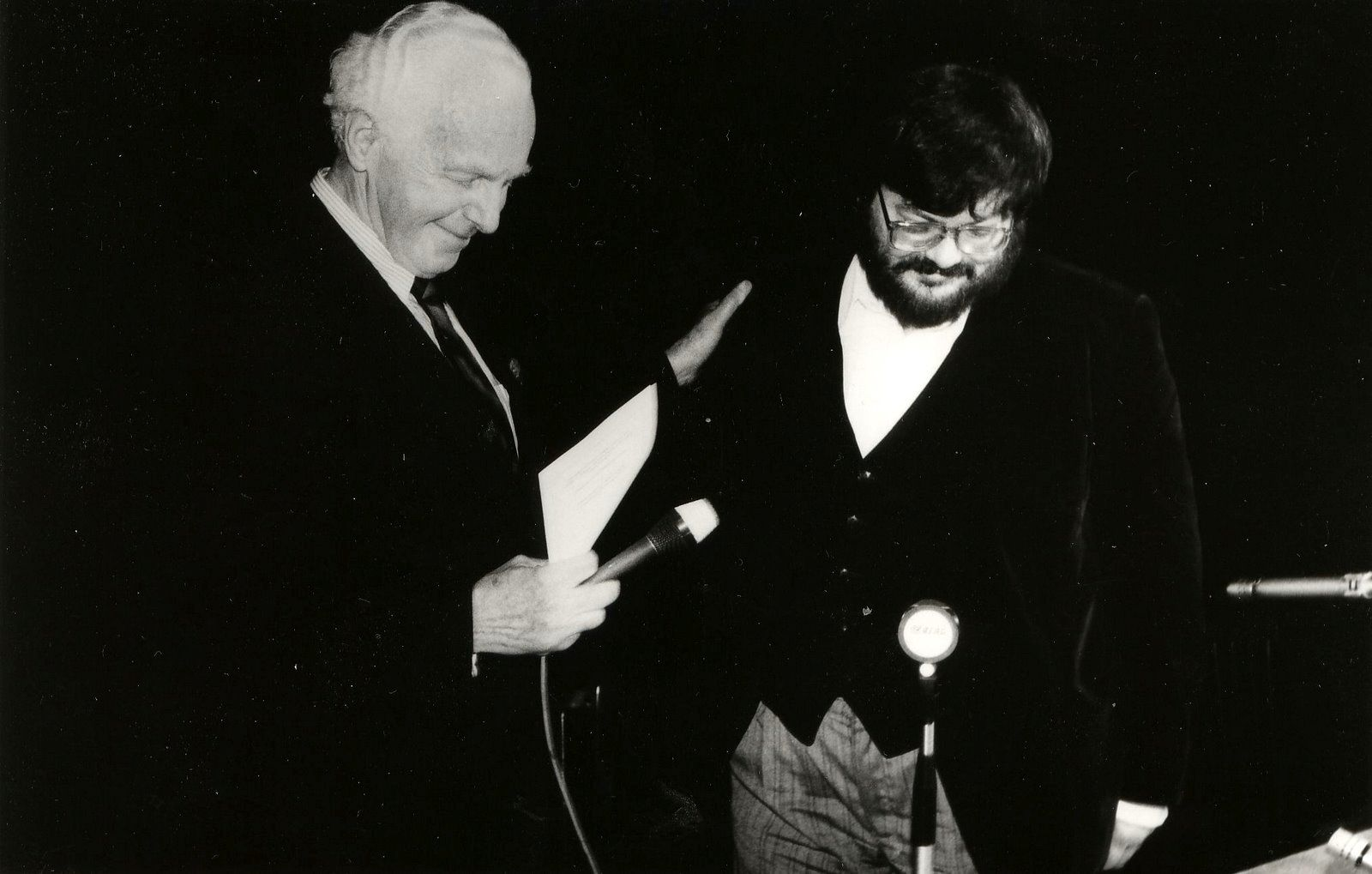
Szőcs Gézával a kolozsvári magyar színházban 1990-ben (Csomafáy Ferenc felvétele)

A képviselő hivatalos honlapján található életrajza szerint Lantos már fiatalon a demokrácia ügyéért harcolt, Magyarország 1944-es német megszállása idején tizenévesként antifasiszta, a második világháború után pedig antikommunista diákmozgalmakban vett részt. 1947-től az Egyesült Államokban élt, ahol felsőfokú tanulmányokat folytatott a Washingtoni Egyetemen, illetve a kaliforniai Berkeley Egyetemen, ahol 1953-ban PhD-fokozatot szerzett. Mielőtt képviselő lett, volt egyetemi közgazdaságtan-professzor, üzleti tanácsadó magántársaságoknál, külpolitikai elemző egy televízió-társaságnál, majd a szenátus gazdaság-, illetve külpolitikai tanácsadója.
Az USA képviselőház megemlékezése beszámol arról, hogy Tom Lantos, a Külügyi Bizottságának elnöke, 14 terminuson keresztül volt képviselő, és kiemeli, hogy egész felnőtt élete során igyekezett felemelni hangját az emberi jogok és a polgári szabadság érdekében.
Felesége, Annette Tilleman (* 1931. június 27.) Gábor Zsazsa magyar származású amerikai színésznő unokatestvére (apja, Tilleman Sebastian és Zsazsa anyja, Tilleman Janka testvérek voltak). 58 évig voltak partnerek mind a kongresszusban, mind a házasságban. Neje és két leánya Az Utolsó Napi Szentek Jézus Krisztus Egyháza tagjai.
A magyar miniszterelnök ki akarta tüntetni a Magyar Köztársasági Érdemrend Nagykeresztjével, de betegsége miatt a kitüntetést már nem tudta átvenni, és nem sokkal később elhunyt.
2005-ben az Erdélyi Magyar Nemzeti Tanácstól Báthory-díjat kapott.

## Politikai nézetei
Politikai nézetei alapján Lantost liberális kongresszusi képviselőnek tekintették:
- Az emberi jogok védelmét központi jelentőségű politikai feladatként tűzte ki.
- Támogatta a terhességmegszakítás legalizálását és az őssejtkutatást.
- Felszólalt a Patriot Act (kb. hazafias törvény) törvénybeiktatása ellen.
- Támogatta a szexuális kisebbségek jogait, beleértve jogukat a házasságkötésre és gyermekek örökbefogadására.
- Felszólalt a halálbüntetés ellen.
- Felszólalt a könnyebb kábítószerek orvosi célú felhasználásának engedélyezése mellett.
- Felszólalt a fegyverviselési jog korlátozása mellett.

## Emlékezetes cselekedetei
San Franciscóban választották meg képviselőnek 1980-ban. Washingtonban első dolga az volt, hogy törvényjavaslatot terjesztett elő arról, hogy Raoul Wallenbergnek adják meg a tiszteletbeli amerikai állampolgárságot és követeljék a Szovjetuniótól az 1945-ben elrabolt svéd diplomata sorsának őszinte feltárását. Elérte azt is, hogy Washingtonban, a Capitolium alatti rotondában állítsák fel Wallenberg mellszobrát. 
Kezdeményezésére a magyar szabadságharc vezetőjének, Kossuth Lajosnak is szobrot állítottak a Capitoliumban. Kossuth Lajos e szobrának avatása 1990. március 15-én volt, az ünnepségre meghívták Tőkés László erdélyi református püspököt is. 1987-ben Lantos több képviselőtársával együtt tiltakozott az erdélyi magyarokat érő rossz bánásmód miatt, javasolta hogy az USA tiltakozásul vonja vissza a Romániának adott kereskedelmi kedvezményeket.
1990. október 10-én, Kuvait iraki megszállása után Tom Lantos egy 15 éves kuvaiti lányt vezetett az akkoriban általa elnökölt emberi jogokkal foglalkozó kongresszusi csoport elé. Azt lehetett csak tudni róla, hogy a neve Najira, és azt állította, szemtanúja volt, amint a megszállt Kuvaitban az al-Addan kórházban, ahol ápolónőként dolgozott, Szaddám Huszein katonái kitépték a konnektorból az újszülöttekre vigyázó inkubátorok villanyvezetékeit, és 312 csecsemőt otthagytak meghalni. Később kitudódott, Najira nem is menekült, hanem a kuvaiti uralkodócsalád tagja, Szaúd Naszir al-Szabáh washingtoni kuvaiti nagykövet lánya. Az általa előadott történetet az Amnesty International és más emberjogi megfigyelők is cáfolták. Kiderült az is, hogy Tom Lantos tudott a lány személyazonosságáról, de eltitkolta azt, sőt Lantoson és a lány családján kívül felkészítette őt a „vallomásra” az a Lauri Fitz-Pegado is, aki a Lantossal szoros üzleti kapcsolatban álló Hill and Knowlton nevű PR cég alelnöke. A kis színjátékra azért volt szükség, hogy a képviselők támogatását megnyerje a tervezett öbölháborúhoz.
1992-ben jelent meg Csurka István dolgozata Néhány gondolat címmel, mely azonnal éles viták kereszttüzébe került, bírálói által antiszemitának minősített kijelentései miatt. Tom Lantos olyan súlyúnak ítélte a csurkai gondolatok következményeit, hogy egyenesen az amerikai kongresszus elé vitte az ügyet, miközben így nyilatkozott: „Naivitásnak tartom azt a nézetet, mely szerint a demokráciában minden nézet egyenlő értékű. … Két héten belül a kezdeményezésemre rendkívüli ülést tartunk képviselőtársaimmal a kongresszusban, amelyen megtárgyaljuk ezt a kérdést. Ennek az ülésnek kifejezetten a Csurka-dolgozat lesz a témája. A munkánkat közvetíteni fogja a televízió az egész országban. … Egyszerűen nem engedhetjük meg, hogy a kormány legnagyobb koalíciós pártjának alelnöke, Csurka úr ilyen nézeteket hangoztasson, anélkül, hogy az Egyesült Államok szenátusa ezt meg ne tárgyalja.”
Lantos a Háárec c. izraeli lap szerint az elsők között (már 2002 szeptemberében) szorgalmazta Irak amerikai megtámadását, amikor Colette Avital izraeli képviselővel folytatott beszélgetésén a következőket mondta: „Kedves Colette, Szaddámmal semmi problémájuk nem lesz. Nemsokára megszabadulunk tőle, és a helyébe ültetünk egy Nyugat-szimpatizáns diktátort, aki nekünk is és Önöknek is jó lesz.” A képviselő tagadta, hogy ilyet mondott volna, és hangsúlyozta, hogy ő egész életében demokrácia-párti volt.
2007 októberében, miután a szlovák parlament szavazása megerősítette a Beneš-dekrétumokat, Tom Lantos levélben szólította fel a szlovák miniszterelnököt, Robert Ficót, hogy „nyilvánosan határolódjon el a Beneš-dekrétumoktól, és törekedjen annak biztosítására, hogy a magyar kisebbség tagjait Szlovákia egyenrangú állampolgáraiként kezeljék.” Levelében arra is kitért, hogy a szlovák igazságszolgáltatás nem képes eljárni a szlovákiai magyar Malina Hedvig elleni „gyűlölet-bűntény” ügyében.